# Poncho salteño

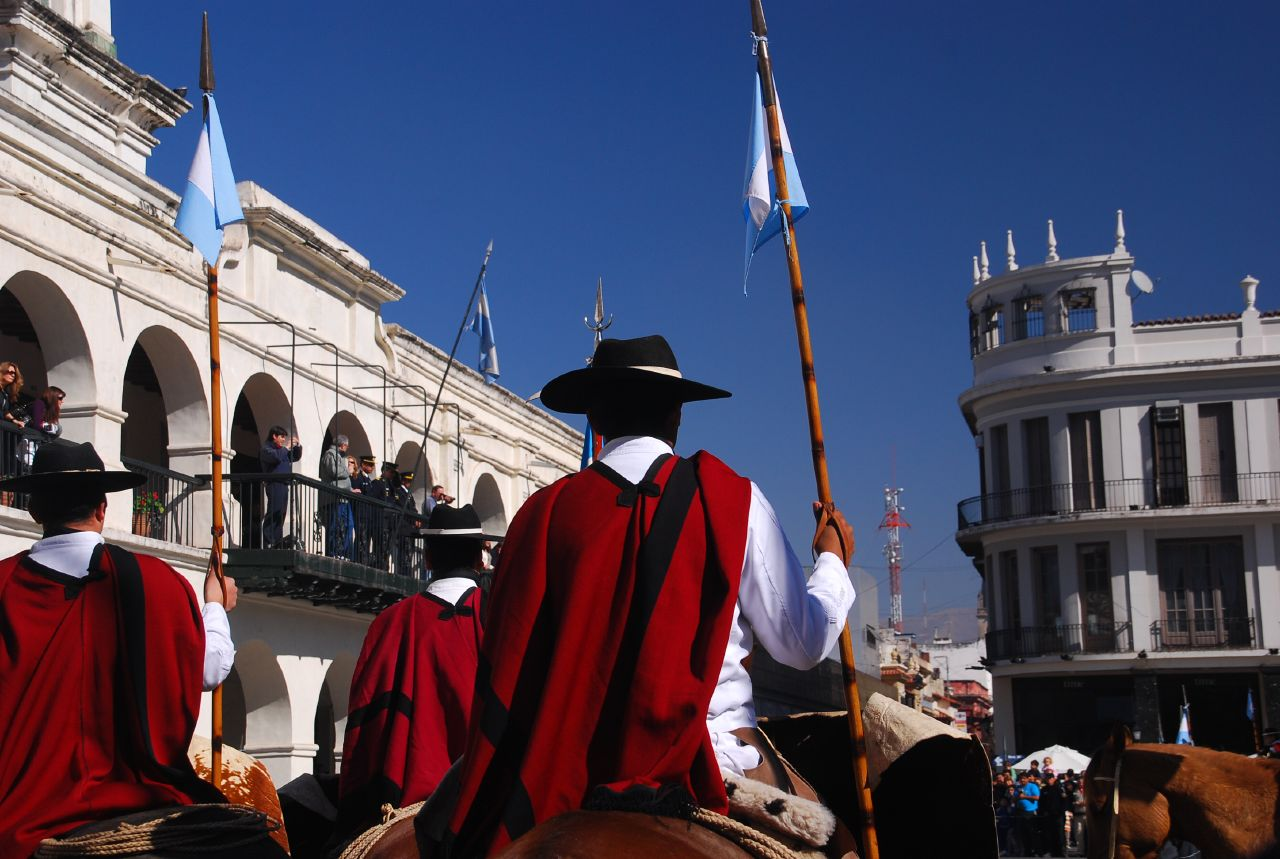
Guardia de Honor de la Policía de la Provincia de Salta desfilando en la Plaza 9 de Julio vistiendo el poncho salteño.

Bandera de Salta.

El poncho salteño o poncho güemesiano, es un poncho folclórico autóctono de la provincia de Salta, Argentina. Es tradicional que sean de color rojo o borravino, con dos franjas negras y flecos negros en los bordes. La bandera de Salta está inspirada en el poncho salteño color borravino.
Sus dimensiones van de 1,50 a 1,80 cm por 1,90 a 2,30 cm, dependiendo de la estatura de quien lo use. Está compuesto por dos paños cosidos a mano con punto zigzag. Estos dos paños pueden ser de lana de oveja, vicuña, guanaco, alpaca o llama o de hilos industriales, de merino, seda, etc. También solía hacerse con hilo de algodón mezclado con seda, de trama muy ajustada. De esta forma servía como rompevientos e impermeable.

## Historia
El poncho ya era utilizado por tribus indígenas que poblaban Salta, como los diaguitas o los omaguacas desde antes de la llegada de los españoles a América, siendo éste en su mayoría de colores naturales de llama o vicuña ( café o marrón, como es el poncho jujeño ) aunque también en menor medida se han encontrado hilados de color rojo y otros de color azul, o incorporando hilos de oro o plata.
Durante la guerra gaucha, los soldados del general Martín Miguel de Güemes, llamados «infernales» a causa de su característico poncho rojo, combatieron por el bando patriota contra los realistas en el norte. Tras el asesinato de Güemes, se agregaron las dos franjas negras en señal de luto.

## Teñido
En la antigüedad, a los ponchos se los teñía de color rojo mediante la cochinilla, un insecto que habita en los cactus y se encuentra desde Ecuador hasta la Provincia de Catamarca, Argentina. También lo teñían con "rocú", un vegetal que habita en el sur de Bolivia y en el Noroeste argentino.
En la actualidad se los tiñe con tintura roja o se los confecciona con lana o hilo rojo.

## Galería

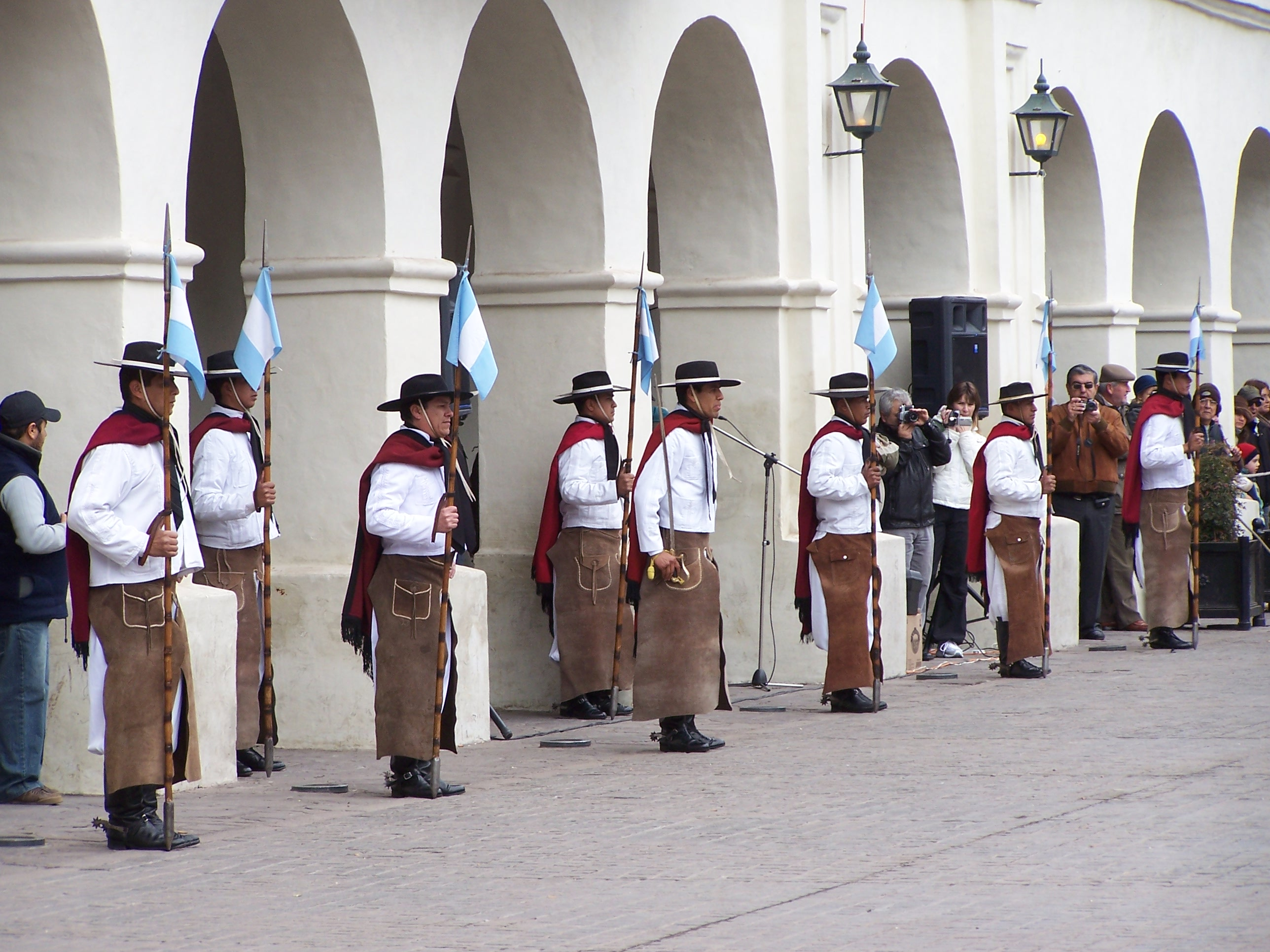
Guardia de Honor de la Policía de la Provincia de Salta vistiendo el poncho salteño en el Cabildo de Salta.
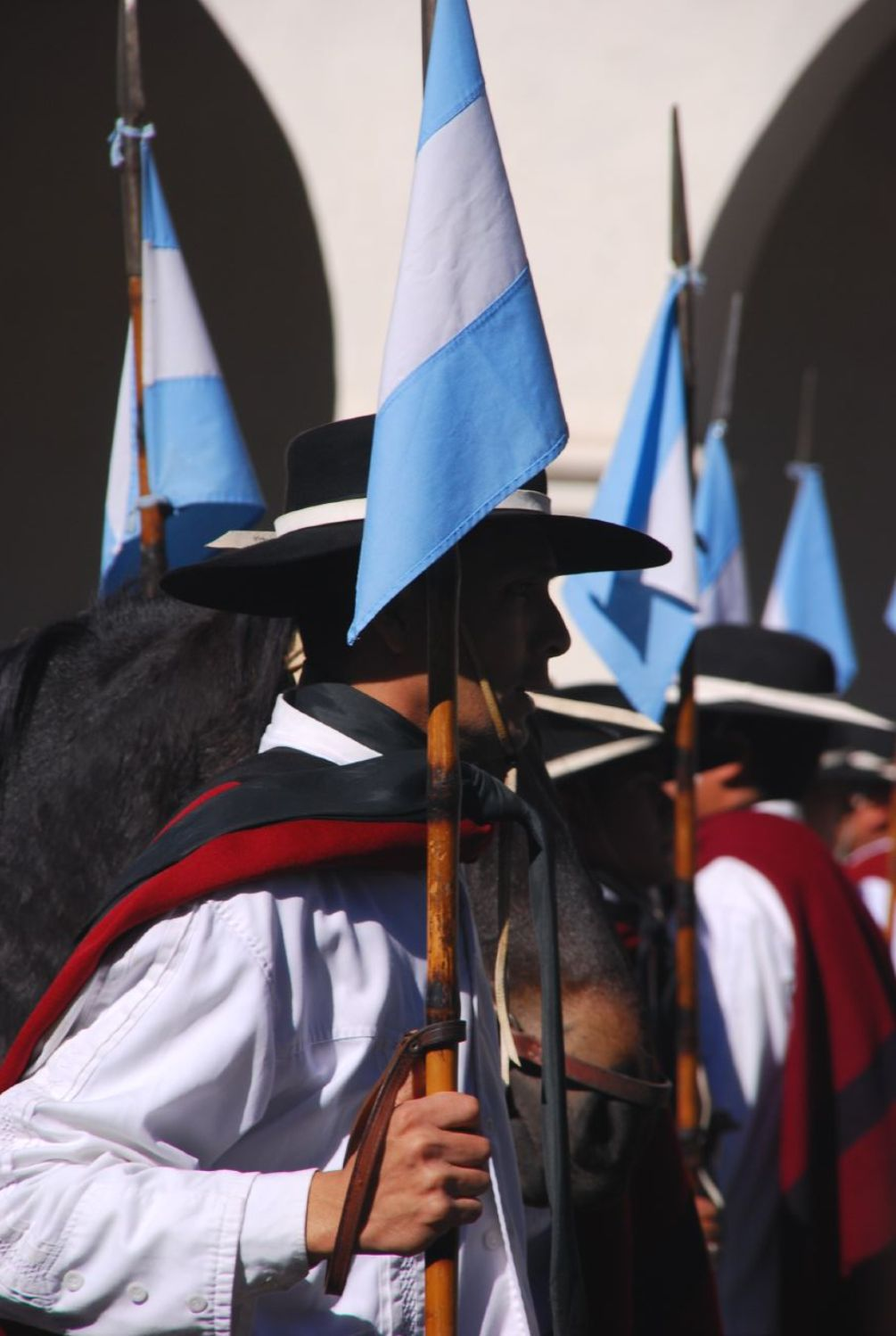
Guardia de Honor de la Policía de la Provincia de Salta vistiendo el poncho salteño en el Cabildo de Salta.
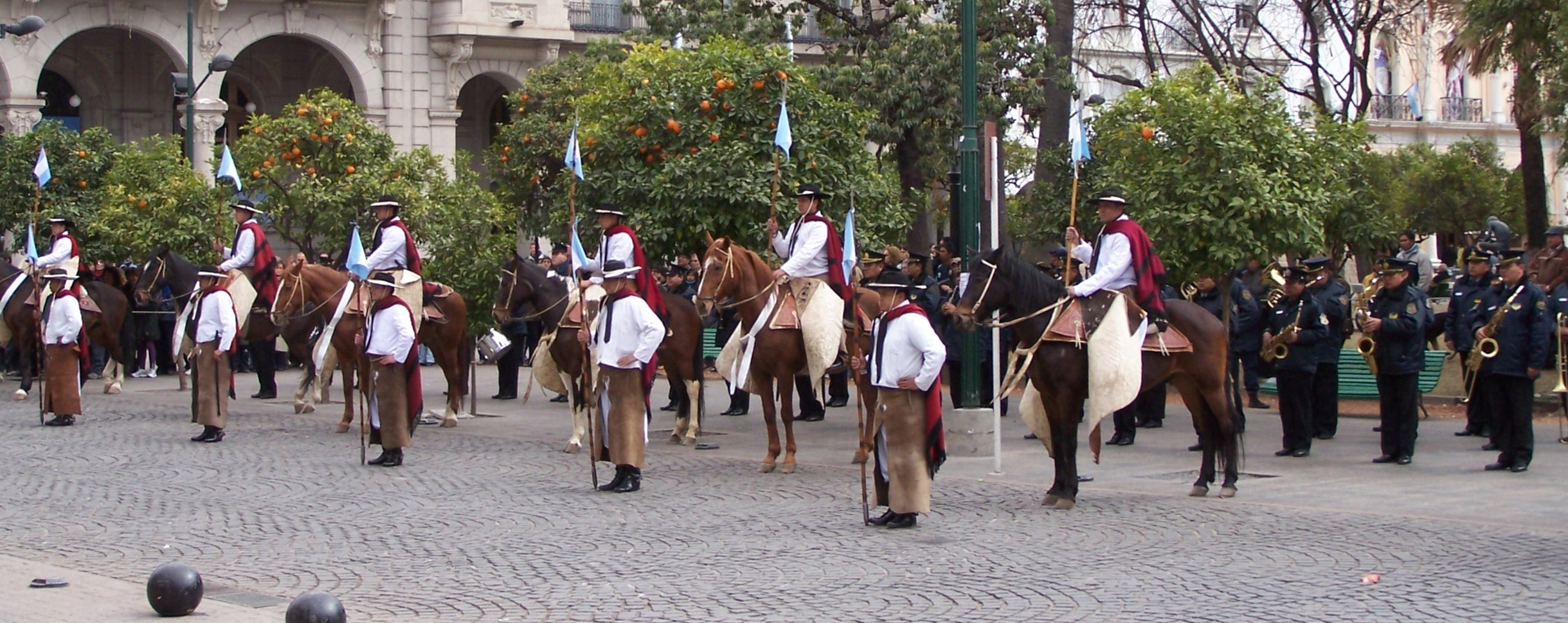
Cambio de Guardia de la Policía de Salta en la Plaza 9 de Julio vistiendo el poncho salteño.